# 자수장
자수장(刺繡匠)이란 대한민국에서 바늘을 사용하여 직물 위에 오색실로 무늬를 놓는 자수기술이 뛰어난 사람을 말한다. 자수는 단순히 수(繡)라고도 하며, 수는 다섯 가지 색(청·황·적·백·흑)을 갖춘 오채(五彩)로 무늬를 놓는 것을 말한다.

## 자수의 역사
자수는 오래전부터 행해졌는데, ≪삼국지≫ 동이전(東夷傳) 부여조(夫餘條)에 부여 사람들은 회(繪)·수(繡)·금(錦)·계(罽)로 지은 옷을 입었다고 기술되어 있다. ≪삼국사기≫에는 신라 소지왕 때에 이미 금수색견(錦繡色絹)을 민간에서 사용하였다는 기술이 있으며, ≪고려도경≫에는 자수 장식을 한 의전용의 물건 열 가지에 관한 설명이 있다. 조선시대에는 궁중에 수방(繡房)을 따로 두어 예술성을 띤 작품이 나왔고, 민간에서는 안주수·순창수 등 전문 수인들이 나와 다량의 자수상품이 생산되었다. 이렇게 왕성하던 우리의 전통자수는 여성들의 사회진출의 여파로 우리생활 속에서 멀어져 가고 있는 현재 보유자 한영화가 전통자수의 맥을 이어 오고 있다.

## 자수 기법
수를 놓을 때에 사용하는 기법을 문양의 형태에 따라 나누어 보면 선을 잇는 수, 면을 메우는 수, 어떤 무늬를 나타내는 수로 나눌 수 있다. 그 종류로는 아주 작은 점으로 표현되는 점수를 비롯해서 선을 표현하는 이음수, 실을 간격이 없이 고루 펴는 평수, 양쪽으로 갈라져 있는 잎을 수놓는 가름수, 수평으로 나란히 수놓는 푼사수, 서양 자수의 코칭 스티치와 같은 수법으로 노끈·굵은 실·금사·은사 같은 다른 가는 실로 징그어 주는 기법인 징금수, 색의 자연스러운 변화를 표현하는 데 이용되는 자련수, 돗자리의 겉모양을 표현하는 기법인 자릿수, 겉수의 입체감을 나타내기 위해 양감(量感)을 표현하는 속수, 일정하게 간격을 띄우고 수평으로 수놓는 기법인 관수, 양지관수로 밑수를 수놓은 다음 밑수의 색과 유사한 색으로 실과 실사이를 어슷하게 건너주는 엇겨놓기수, 새의 깃털을 표현하는 새털수, 결의 방향을 규칙적으로 바꾸어 가며 무늬를 만드는 무늬목수, 삼나무 잎모양처럼 엮어나간 연속무늬의 기법인 삼잎수, 소나무 잎을 수놓을 때 쓰는 솔잎수, 별모양처럼 표현하는 별무늬수, 금·은사를 사용하여 평사수로 밑수한 위에 징금수하여 기하학적인 문양을 만드는 칠보수 등이 있다.

## 문양
자수문양을 형태별로 보면 자연문양으로는 구름·해·물결·산수 등을 들 수 있다. 식물문양은 모란·연꽃·사군자(四君子)·소나무·석류·천도(天桃)·불로초·단풍·오동 등이 있다. 동물문양은 학·사슴·거북이가 으뜸이고 원앙새·용·봉황·호랑이 등이 있다. 상상식물문양은 당화문(唐花紋)·보상화문(寶相華紋)·당초문(唐草紋) 문양이며, 물고기 문양은 잉어와 어락도(魚樂圖) 등이 있다. 길상어(吉祥語) 문양은 부귀강녕·만수무강·수복강녕·백년동락(百年同樂) 등 한자성어이며, 기하학적인 문양은 떡살문·문살문·완자문 등 생활 속에서 얻어진 문양들이다. 인물문양은 주로 신선도·미인도·풍속도·단오도(端午圖) 등과 소설 구운몽(九雲夢)을 수놓은 구운몽도, 사냥모습을 그린 호렵도 등이 있다. 백년가약을 축원하는 문양은 모란·바위·물결 외에 이성지합(二姓之合)·백복지원(百福之源)·백년동락·오복구전(五福具全) 등이 있다.

## 종류
자수의 종류는 옷에 수를 놓는 복식자수, 생활용품에 수를 놓는 생활자수, 감상을 위한 감상자수, 불교의식에 쓰이는 불교자수가 있다. 복식자수는 옷감에 수를 놓거나 수놓은 헝겊을 옷에 붙이거나 하는 두 가지 형태가 있는데 국왕의 대례복을 비롯하여 왕세자·비빈들의 예복이 전자에 속하고 관료들의 품계를 나타내는 보(補)와 흉배가 후자에 속한다. 생활용품 자수는 부인들이 지아비나 자식을 위해 복을 비는 마음으로 옷과 부수적으로 따르는 용품에 수를 놓는 것인데, 버선 돌띠·댕기·침구류·방석·보자기 등을 들 수 있으며, 감상자수는 산수도·십장생도·화조도·초충도(草虫圖)·신선도·백동자도(百童子圖) 등이 있는데, 주로 자수병풍이다. 불교자수의 특성을 알 수 있는 작품으로는 가사(袈裟)와 불경의 표지장정·수불·번(幡)·연(輦) 등이 있다.
전통자수는 병풍에서 노리개에 이르기까지 여성 특유의 섬세함과 정성이 담겨 있다. 따라서 단순한 수공예품의 차원을 넘는 정신적·예술적 산물로 그 가치가 있다 하겠다.

## 같이 보기
- 한국의 자수

 본 문서에는 서울특별시에서 지식공유 프로젝트를 통해 퍼블릭 도메인으로 공개한 저작물을 기초로 작성된 내용이 포함되어 있습니다.